# Obózek
Obózek – przysiółek w Polsce położona w województwie mazowieckim, w powiecie radomskim, w gminie Jedlińsk. 
Przysiółek wchodzi w skład sołectwa Bierwiecka Wola.
W latach 1975–1998 miejscowość administracyjnie należała do województwa radomskiego.
Wierni kościoła rzymskokatolickiego należą do parafii Niepokalanego Serca Najświętszej Maryi Panny w Bierwcach.